# Коммунистическая улица (Королёв)
Коммунисти́ческая улица — улица в центральной части города Королёв.

## История
Застройка улицы началась в 1947 году. Улица застроена одноэтажными жилыми домами.

## Трасса
Коммунистическая улица начинается у Пионерской улицы и заканчивается у дома № 25а по улице Ленина.

## Организации
- дом 10: Гостиница «Мечта» РКК «Энергия» — один из первых каменных домов в Подлипках. В этом доме М. И. Калинин посещал своего товарища по революционной работе, токаря Орудийного завода С. С. Ульянова
- дом 15/17: Компания «Бережные переезды по Королёву»